# Johann Georg Loesel
Johann Georg Loesel, també Lösel (Bohèmia, ca 1699 - Miltenberg, 7 de desembre de 1750), fou un compositor austríac de la primera meitat del segle xviii)
Mestre de capella del príncep Loewenstein, va compondre tres oratoris titulats: Die obstegende Liebe, etc., executat el 1724 en l'església de Sant Gaietà de Praga; Das bittere Leiden Jesu, executat el 1726 en la mateixa església, i Das bewinte Grab des Heilands, que va compondre el 1715.